# 李玉堂 (1917年)
李玉堂（1917年—1984年），男，山西寿阳人，中华人民共和国政治人物，曾任第五机械工业部副部长，第五届全国人大代表，第六届全国政协委员。